# Král Šumavy (seriál)
Král Šumavy je dobrodružná minisérie režiséra Davida Ondříčka, jejíž první řadu vyrobila v roce 2022 produkční společnost Lucky Man Films. Seriál byl natočen pod značkou Voyo Originál pro streamovací paltformu Voyo, kterou v roce 2025 nahradila služba Oneplay. Scénář napsali Tomáš Vávra s Davidem Ondříčkem.
V hlavních rolích seriálu se objevili Oskar Hes, Jan Nedbal, Halka Třešňáková, Vojtěch Vodochodský, Jan Hájek, Jana Pidrmanová, Gabriela Heclová, Jan Jankovský, Kryštof Mucha, Kristýna Podzimková, Judit Bárdos, Petr Forman, Denis Šafařík, Jaroslav Plesl, Jiří Zeman, Daniela Hirsch a další.
Natáčení probíhalo od března do května roku 2022 a štáb při něm absolvoval 25 natáčecích dní na lokacích ve Středočeském a Plzeňském kraji a také v jižních Čechách. Mimo jiné se natáčelo také na Šumavě v reálných lokacích, kde Král Šumavy Josef Hasil koncem čtyřicátých a na počátku padesátých let působil u pohraniční stráže. Jedním z míst bylo i tzv. údolí smrti, území mezi Soumarským mostem a státní hranicí. Po odvysílání třech dílů, které měly původně tvořit třídílnou minisérii, byl oznámen vznik druhé řady.
Seriál měl slavnostní premiéru 23. září 2022 na mezinárodním festivalu seriálů Serial Killer v Brně.
Televizní premiéra seriálu byla 2. února 2025 na TV Nova. Dívalo se na ni skoro 1,2 milionu diváků starších 15 let. Pořad porazil ve sledovanosti seriál Limity České televize.

## Děj
Hlavním hrdinou minisérie, natočené podle románu Davida Jana Žáka Návrat Krále Šumavy, je Josef Hasil (Oskar Hes). Příběh startuje na jaře roku 1948, kdy Hasil pracuje v kuchyni Sboru národní bezpečnosti ve Zvonkové jako kuchař. Je mu čtyřiadvacet let a válku zažil v německém pracovním lágru i mezi partyzány. Politika ho vůbec nezajímá, ale rychle se uzavírající hranice, strach ze třetí světové války a jeho schopnost převádět před šumavské hory z východu na Západ, do Německa, jej předurčí k tomu, aby se stal převaděčem. Románová předloha Davida Jana Žáka vychází z Hasilových vzpomínek, svědectví pamětníků i archivních dokumentů.

## Obsazení
| Oskar Hes           | Josef Hasil                       |
| Jan Nedbal          | Bohumil Hasil                     |
| Adam Kraus          | Antonín Hasil                     |
| Halka Třešňáková    | Rozálie Hasilová                  |
| Nataša Bednářová    | Růžena Hasilová                   |
| Vojtěch Lipina      | Karel Vaš                         |
| Cyril Dobrý         | Antonín Roubal                    |
| Jan Novotný         | Gustav Šuman                      |
| Vojtěch Vodochodský | Zdeněk Vyleta                     |
| Jiří Mádl           | Václav Bauer                      |
| Jan Hájek           | František Vávra                   |
| Jana Pidrmanová     | Anna Vávrová                      |
| Gabriela Heclová    | Marie Vávrová                     |
| Kryštof Mucha       | kapitán Václav Kott               |
| Jan Jankovský       | kapitán Antonín Podzimek          |
| Petr Uhlík          | strážmistr Rudolf Fábek           |
| Adam Langer         | strážmistr Procházka              |
| Adam Kubišta        | strážmistr Weber                  |
| Vojtěch Vondráček   | strážmistr Karel Zeman            |
| Denis Šafařík       | strážmistr Luděk „Mlíčňák“ Mlíčko |
| Pavel Batěk         | major Vít Tomeček                 |
| Jiří Ployhar        | poručík Vrk                       |
| Ladislav Hampl      | poručík Kačírek                   |
| Jaroslav Plesl      | podporučík Machart                |
| Judit Pecháček      | agentka Klára                     |
| Petr Forman         | Jaromír Stárek                    |
| Kristýna Ryška      | Vlasta Stárková                   |
| Leoš Noha           | Karel Michna                      |
| Vavřinec Kratochvíl | Stanislav Michna                  |
| Jiří Zeman          | Egon Brodský                      |
| Daniela Hirsch      | Anna Bezcená                      |

## Seznam dílů

### První řada – Fantom temného kraje (2022)
| č. ep. v seriálu | č. ep. v řadě | Původní název | Režie          | Scénář                      | Datum premiéry                                          | Sledovanost |
| --- | ------------- | ------------- | -------------- | --------------------------- | ------------------------------------------------------- | ----------- |
| 1 | 1             | Hranice       | David Ondříček | David Ondříček, Tomáš Vávra | 9. prosince 2022 (na Voyo) 2. února 2025 (na TV Nova)   | 1,168       |
| Československo, Šumava 1948. Hlídky SNB vyzbrojené puškami a samopaly hlídají státní hranici. Kuchař Josef Hasil chce být jejich součástí.                                                                                   |               |               |                |                             |                                                         |             |
| 2 | 2             | Most          | David Ondříček | David Ondříček, Tomáš Vávra | 16. prosince 2022 (na Voyo) 9. února 2024 (na TV Nova)  | 0,935       |
| Agentka CIC Klára pověřuje Josefa nelehkým úkolem: "Převedeš ozbrojené partyzány. Když selžeš, odnesou to všichni, které máš rád." Hasil zvedá hozenou rukavici. "Když je uvidím první, tak mě nechytěj." Král Šumavy ožívá. |               |               |                |                             |                                                         |             |
| 3 | 3             | Nevěsta       | David Ondříček | David Ondříček, Tomáš Vávra | 23. prosince 2022 (na Voyo) 16. února 2025 (na TV Nova) | 0,896       |
| Ráno převedu lidi přes hranice, v poledne svatba a pak budeme tančit a pít až do rána. To zvládnu jako nic. Žádný strom neroste do nebe, jen ten, co má kořeny do pekla. Příběh Krále Šumavy vrcholí a smyčka se utahuje.    |               |               |                |                             |                                                         |             |

### Druhá řada – Agent chodec (2025)
| č. ep. v seriálu | č. ep. v řadě | Původní název | Režie            | Scénář         | Datum premiéry               |
| --- | ------------- | ------------- | ---------------- | -------------- | ---------------------------- |
| 4 | 1             | Soud          | Damián Vondrášek | Pavel Gotthard | 14. března 2025 (na Oneplay) |
| Ve vězení dostává Josef ultimátum: Buď udá své staré přátele, nebo se už nikdy nevrátí domů. Na Šumavě zatím sílí tlak na jeho těhotnou snoubenku Marii, aby si našla jiného nápadníka. Josef se tak musí z vězení dostat co nejdřív, dokud se má ještě ke komu vracet.                       |               |               |                  |                |                              |
| 5 | 2             | Klec          | Damián Vondrášek | Pavel Gotthard | 21. března 2025 (na Oneplay) |
| Josef si odpykává devítiletý trest v dolech, kde každý den ztrácí sílu. Snaží se dát dohromady plán útěku a přesvědčit spoluvězně, aby pro svobodu riskovali život. U Marie doma zatím s prosbou o pomoc klepe nečekaný člověk                                                                |               |               |                  |                |                              |
| 6 | 3             | Domov         | Damián Vondrášek | Pavel Gotthard | 28. března 2025 (na Oneplay) |
| Hasil se vrací zpátky na Šumavu. Chce najít svoje blízké a dostat je pryč z Československa. Posádka SNB je ale v plné pohotovosti a čeká, až Hasil vejde do pasti. Marie dobře ví, že útěk s Josefem může přinést svobodu, ale i smrt. Zbývá se jenom rozhodnout, jestli pro to najde odvahu. |               |               |                  |                |                              |
| 7 | 4             | Cizinec       | Damián Vondrášek | Pavel Gotthard | 4. dubna 2025 (na Oneplay)   |
| Josef se dostal na Západ, ale v uprchlickém táboře je napůl vězněm. Má jen jednu možnost, jak se vrátit do Československa – stát se agentem americké rozvědky. Musí ale jednat rychle, protože Marie má nového vážného nápadníka.                                                             |               |               |                  |                |                              |
| 8 | 5             | Past          | Damián Vondrášek | Pavel Gotthard | 11. dubna 2025 (na Oneplay)  |
| Hasil je připravený převést Marii na Západ, ale situace se komplikuje. V jeho skupině agentů je zrádce a dokud nebude odhalen, není cesta přes hranici bezpečná. Mezitím na Šumavě je Hasilova rodina vláčena po výsleších a je jen otázkou času, než se někdo zlomí.                         |               |               |                  |                |                              |
| 9 | 6             | Opona         | Damián Vondrášek | Pavel Gotthard | 18. dubna 2025 (na Oneplay)  |
| Josef se naposledy vydává přes hranici, aby si konečně odvedl Marii a svého syna. Pohraničníci ale o všem ví a rozjíždějí rozsáhlou akci s jediným cílem: zabít ho. Začíná poslední souboj opravdového Krále Šumavy.                                                                          |               |               |                  |                |                              |